# Tranzycja (politologia)
Tranzycja – okres przejściowy między systemem politycznym, który był, a tym, który nastąpi. Proces ten jest krótszy i łatwiejszy od konsolidacji systemu politycznego. Tranzycja kończy się, gdy pojawiają się ogólne ramy funkcjonowania nowego systemu. Przykładem są wszystkie państwa byłego bloku wschodniego. Innym przykładem może służyć dyktatura proletariatu jako etap przechodzenia od kapitalizmu do socjalizmu według teorii naukowego komunizmu.